# Caffè Zimmermann

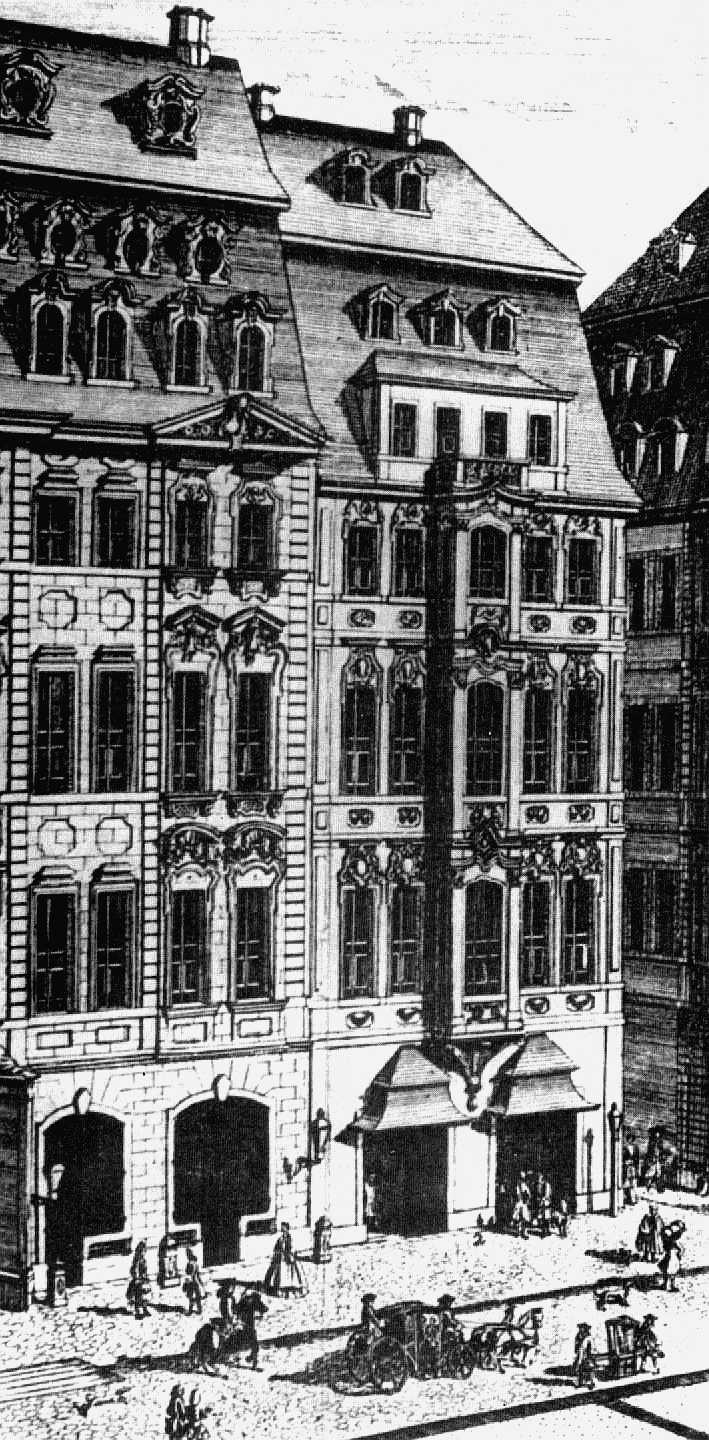
Il Caffè Zimmermann nel dettaglio di un'incisione di Johann Georg Schreiber, 1732.

Il Caffè Zimmermann, in tedesco Zimmermannsche Kaffeehaus, era una caffetteria di Lipsia di proprietà di Gottfried Zimmermann che fu la cornice per le prime esecuzioni di alcune note composizioni di Johann Sebastian Bach, fra le quali i concerti per clavicembalo e le cantate profane.

## Storia
Il locale, nel 1723, era la più grande e rinomata caffetteria di Lipsia e il centro di ritrovo della classe media maschile. Alle donne non era consentito frequentarla, ma potevano assistere ai concerti.
Il locale si trovava al numero 14 di Catharinenstrasse, all'epoca la via più elegante della città, che collegava Brühl alla piazza del mercato. Il nome della strada derivava dall'antica cappella di Santa Caterina, che era stata demolita nel 1544. Ai tempi di Georg Philipp Telemann e di Johann Sebastian Bach rimaneva soltanto il nome della strada.
Il palazzo barocco a quattro piani e ammezzato, in cui era ubicata la caffetteria, era stato costruito dall'architetto Christian Döring intorno al 1715. Il locale, costituito da due grandi stanze, una di 8 metri x 10 e l'altra di 5,5 x 10, venne distrutto durante il bombardamento di Lipsia del dicembre 1943.
Zimmermann gestiva anche un locale all'aperto durante la bella stagione.

## Musica
Dal 1720 la caffetteria ospitava il Collegium Musicum fondato da Telemann nel 1702 mentre era ancora studente in legge. Successivamente fu diretto da Johann Sebastian Bach fra il 1729 e il 1741. 
Zimmermann non faceva pagare per assistere ai concerti, ammortizzando le spese con la vendita dei caffè. I concerti terminarono con la morte di Zimmermann, avvenuta nel 1741.
L'ensemble francese Café Zimmermann ha mutuato il nome dal locale.